# Damon Huard
Pour les personnes ayant le même patronyme, voir Huard.
(en) Statistiques sur pro-football-reference
Damon Huard, né le 9 juillet 1973 à Yakima (Washington), est un joueur américain de football américain qui évoluait au poste de quarterback.

## Biographie

### Carrière universitaire
Étudiant à l'université de Washington, il a joué avec les Huskies de Washington de 1992 à 1995.

### Carrière professionnelle
Il a débuté en NFL en 1997 avec les Dolphins de Miami. En 2006, il était titulaire au poste de quarterback (quart arrière) avec les Chiefs de Kansas City, en remplacement de Trent Green qui était blessé.

## Palmarès
- Vainqueur du Super Bowl XXXVI et du Super Bowl XXXVIII